# Piramide van Cheops
De Piramide van Cheops of de Grote Piramide is een Egyptische piramide op het plateau van Gizeh.

## Gizeh-complex

### Piramiden
De piramide van Cheops maakt deel uit van het Gizeh-complex van drie grote en zes kleine piramiden. De grote piramiden worden toegeschreven aan de koningen Cheops, Chefren en Menkaoera. Alle drie zijn ook onder andere namen bekend. Men vermoedt dat deze tussen circa 2551 en 2472 v.Chr werden gebouwd. Dankzij hun zeer stabiele constructie zijn ze goed bewaard gebleven.

### Koninginnenpiramiden
De drie kleine koninginnenpiramiden ten oosten van de piramide van Cheops waren voor zijn moeder, Hetepheres I, de hoofdkoningin van farao Snofroe en zijn beide hoofdkoninginnen Meritites en Henoetsen, de moeders van zijn zonen en opvolgers Djedefre en Chefren. Hetepheres overleefde Cheops, stierf en werd begraven in Cheops' residentie bij Gizeh. Door een toevallige vondst in haar graf werd bekend dat Snofroe de vader van Cheops was. Hetepheres werd in dit graf bijgezet tot haar piramide, de noordelijkste koninginnenpiramide, gereed was. Cheops behoorde tot Snofroes jongere generatie zonen en werd waarschijnlijk geboren toen Dasjoer het centrum van de bouwactiviteiten was. Cheops zou dan de troon hebben bestegen toen hij 25-30 jaar oud was en zijn oudere broers Nefermaät en Rahotep, de bouwers van de piramiden van Meidoem en Dasjoer, al gestorven waren. Cheops zou 23 tot 30 jaar hebben geregeerd. Hij werd door zijn zoon Djedefre opgevolgd, die een kleinere, maar opvallende piramide bouwde in het gebied van Aboe Roasj, ten noorden van Gizeh. Djedefre stierf vroeg en werd door Cheops' jongere zoon Chefren onverwacht opgevolgd.

### Begraafplaatsen
Zonen en dochters van Cheops kregen ten oosten van de koninginnenpiramiden enorme, massieve, dubbele mastaba's. Er was ook een 'westelijke begraafplaats' (G 4000), voor hoogwaardigheidsbekleders van het hof, ambtenaren, de bouwmeester en voor Hemioenoe, prins en kleinzoon van Snofroe, de vizier en hoofdopzichter die invloedrijk was tijdens de bouw van de piramide.

### Zuidpiramide
Cheops bouwde een kleine cultuspiramide op het zuiden, in de zuidoosthoek van zijn piramidencomplex, die pas in de jaren negentig van de 20e eeuw werd ontdekt. De piramide zou zijn gebouwd nadat het ondergrondse 'zuidgraf' werd opgeheven.

### Dodentempel
Van de dodentempel is slechts het basaltplaveisel overgebleven. De tempel bestond uit een grote, met pilaren omgeven hof en een dodenofferkapel. Daar kwam in de zuidoosthoek van het terrein de kleine cultuspiramide (zuidpiramide) bij.

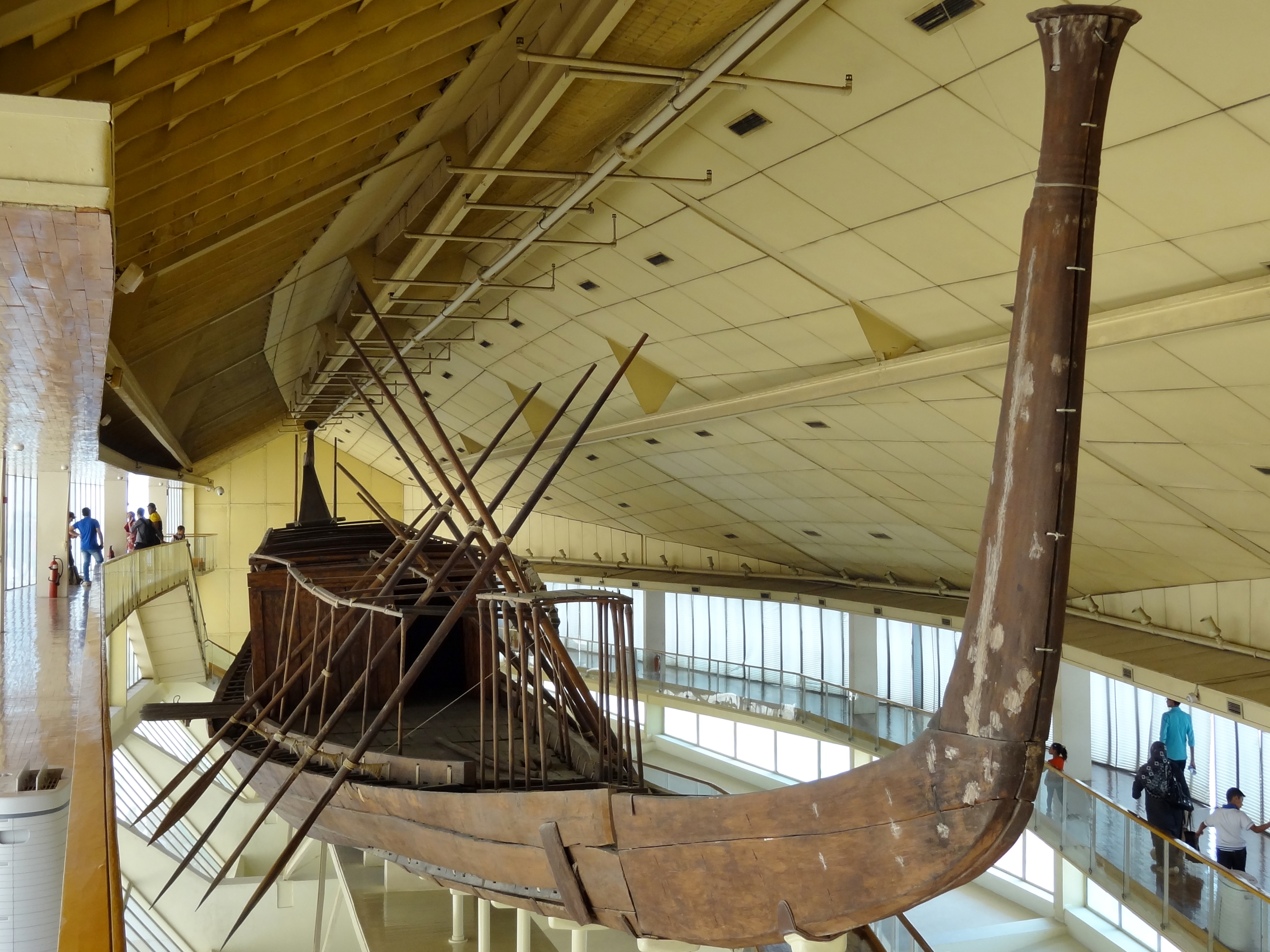
Zonnebark van Cheops
Was te zien in een museum naast de piramide. Nu is de boot verhuisd naar het Groot Egyptisch Museum.

### Dodenschepen
Naast de piramide werd een zeer goed bewaarde zonnebark gevonden. Dit was de boot waarmee het lichaam van Cheops werd vervoerd naar zijn graf.
Vijf rotsschachten in het oosten en het zuiden van de piramide hebben dodenschepen - geen zonneboten -  van Cheops bevat. De twee schachten aan de zuidzijde zijn ontdekt in de oorspronkelijke gesloten toestand. De schacht aan de oostzijde bevatte 1200 stukken van het 'koningsschip' (43,3 m lang), met roeispanen en touwen. Het gaat om twee schepen, die tijdens zijn leven door Cheops als transportmiddel zouden zijn gebruikt en die hem ook in het hiernamaals ter beschikking stonden. De traditie om koningen schepen voor het hiernamaals mee te geven bestond al in de 1e en 2e dynastie.

## Kenmerken

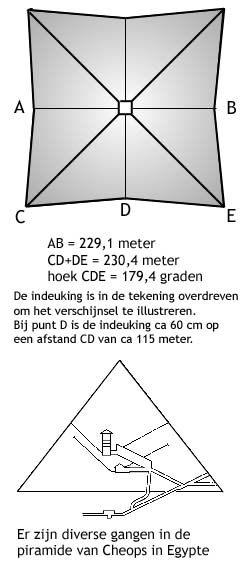
Indeuking, kamers, gangen en schachten

### Afmetingen
De piramide heeft een grondvlak van ongeveer 230 × 230 meter, was oorspronkelijk 146,59 meter hoog en bevat ongeveer 2,3 miljoen stenen met elk een gemiddeld gewicht van 2500 kilogram. De piramide is nu nog 137 meter hoog. De inhoud komt daarmee op ongeveer 2,6 miljoen m³. Volgens een overlevering die door de Griek Herodotus werd opgeschreven heeft de bouw 20 jaar geduurd. Dat betekent dat er ruim iedere 4 minuten een steen van 2500 kg uitgehouwen werd met bronzen gereedschappen, getransporteerd met houten palen en accuraat op zijn plaats gezet is. Moderne analyse van de bouw van de piramiden heeft aangetoond dat dit een zeer onrealistische schatting is.

### Gesteente
Het binnenste van de piramide bestaat uit plaatselijke kalksteen en daarboven werd een laag van gepolijste kalksteen gelegd waardoor de piramide leek te glanzen in het zonlicht. De top werd afgedekt door een deksteen (de Benben-steen), die misschien van goud was. De Grieken noemden de steen het pyramidion. De buitenste laag van witte Toerakalksteen is in de loop der tijden grotendeels verdwenen doordat de stenen in de middeleeuwen voor andere bouwwerken zijn gebruikt.

### Wereldwonder
De piramide van Cheops is het enige van de zeven klassieke wereldwonderen dat tot op de dag van vandaag bewaard is gebleven. Tot aan de voltooiing van de kathedraal van Lincoln in 1311, een kleine vier millennia later, was de piramide met haar 146 meter het hoogste gebouw van de wereld.

## Functie
De oorspronkelijke Egyptische naam was "Horizon van Cheops". Deze naam verwijst mogelijk naar de rol die de piramide speelde in een mysterie waarin sterren een hoofdrol speelden. De piramide zou het instrument zijn waardoor de ziel van de dode koning ten hemel kon stijgen om "naar zonnegod Ra (of Re)" te gaan. De toeschrijving aan Cheops is onzeker omdat deze op veel latere bronnen berust.
Men vermoedt dat de opdrachtgever voor dit indrukwekkende bouwwerk farao Cheops was die tussen 2589 en 2566 v.Chr. regeerde. De piramide zou zijn bedoeld als graf en stelde de heuvel voor waarop de zonnegod Ra had gestaan toen hij de andere goden en godinnen schiep.
Andere Egyptologen verwerpen de theorie dat de piramiden een rol speelden in een zonnecultus; deze zou van veel latere datum zijn en de piramiden zouden het sterrenbeeld Orion voorstellen. Dat verklaart precies de positie van de drie piramiden op het plateau en het verklaart ook de verschillen in grootte.
De Piramide is ook precies zo gebouwd dat de vier zijdes precies zijn opgesteld richting de vier windstreken: noord, oost, zuid en west. Hoe dit precies is gedaan is niet bekend. Er was toentertijd geen Poolster die het noorden aangaf. Volgens onderzoek zouden de Egyptenaren de stand van de zon in verschillende jaargetijden hebben gebruikt om de posities van de windstreken te bepalen.

## Bouw
Aan de grote piramide werd waarschijnlijk ongeveer 20 jaar gewerkt. Men vermoedt dat het geen slaven waren die eraan werkten, maar betaalde arbeiders (die betaald werden in bier, brood en graan). De manier waarop ze gebouwd werd is echter nog een groot raadsel. De meeste geleerden denken dat de stenen naar boven werden gebracht op een heuvel van slijk en zand. Deze heuvel moet dan vele malen groter zijn geweest dan de piramide zelf.
De rotsgrond werd over een afstand van 100 m uitgegraven. Er werd een ongelooflijke hoeveelheid stenen gehouwen en opgeslagen. En er werden hellingen en transportwegen aangelegd. Het kleine werkterrein bood geen plaats voor honderdduizenden arbeiders, slaven en herendienstplichtigen. Dat enorme aantal werd door Herodotus in zijn Historiën genoemd. Volgens hem werden er ondergrondse kamers in de rotsgrond uitgehakt, vóór de werkelijke bouw van de piramide begon. Het voorbereiden van de rots, de dijkweg, de ondergrondse kamers én het water, dat de piramide zou omringen en dat via een kanaal van de Nijl werd aangevoerd nam, volgens Herodotus, 10 jaar in beslag. Daarna volgden 20 jaar van de daadwerkelijke piramidebouw. Dus alles bij elkaar nam de bouw, volgens Herodotus, 30 jaar in beslag. 
Volgens moderne berekeningen hebben niet meer dan 20 - 25.000 arbeiders aan de bouw bijgedragen, waaronder steenhouwers, pioniers, slepers, metselaars, stukadoors, leveranciers, bedienden, talloze ingenieurs en architecten. Dat maakt hun aandeel 1% van twee miljoen mensen, de geschatte totale bevolking van Egypte in die tijd.
Het unieke bouwwerk werd perfect ontworpen en uitgevoerd, zonder opeenvolgende bouwwijzigingen waar de drie verschillende kamers op zouden wijzen. Al vanaf de Thinietentijd hadden koningsgraven niet één grafkamer, maar drie ruimten. De functie van die drie ruimten is slechts voor een deel duidelijk. Het geplande zuidelijke graf onder de piramide zou nooit zijn afgemaakt.   

### Alternatieve theorieën over de bouw
- De Franse architect Jean-Pierre Houdin is ervan overtuigd geraakt dat hij het mysterie van de bouw van de piramide van Cheops heeft opgelost: dankzij een spiraalvormige helling hebben volgens hem de bouwers het bovenste deel kunnen afwerken. Houdin heeft zich al acht jaar in het mysterie van de bouw van de piramide vastgebeten en verwerpt de traditionele theorie die stelt dat het 146 meter hoge bouwsel via hellingen aan de buitenkant tot stand kwam. Volgens de architect werden de hoogste galerijen via een interne helling gebouwd. Die moet er volgens hem nog altijd zijn en hij wil die ter plaatse ook zoeken.[4]
- Een andere theorie is die van Joseph Davidovits. Hij meent dat de stenen van de piramide ter plekke gegoten zijn.[5] Het zou een elegante en eenvoudige verklaring zijn voor de vele logistieke problemen die het afzonderlijk vervoeren en plaatsen van 2,5 miljoen blokken betekent. Het zou ook de gladde en vlakke voegen tussen de stenen kunnen verklaren.
- Een mogelijke manier om de zware stenen omhoog te krijgen is met kantelliftkooien [6][7]. Een hefboom en de laadvloer vormen een vakwerkconstructie die op een kooi lijkt. Voor een animatie van het principe zie [8].

## Interne structuur
De oorspronkelijke ingang van de piramide bevindt zich aan de noordzijde. Deze ingang was in de oudheid open, maar door aardbevingen weer verborgen. In de 10e eeuw heeft een Arabische schatgraver een nieuwe ingang in de noordzijde gemaakt en zo toegang verschaft tot de interne structuur. Vanuit de ingang loopt een dalende gang van ongeveer 1 vierkante meter door tot in de rots beneden de piramide. De gang komt uit in een niet afgemaakte ondergrondse kamer. De dalende gang sluit aan op een omhoog gaande gang die uiteindelijk leidt tot de grafkamers. Deze gang is ook zeer klein en was oorspronkelijk van de dalende gang afgesloten door middel van granieten pluggen.

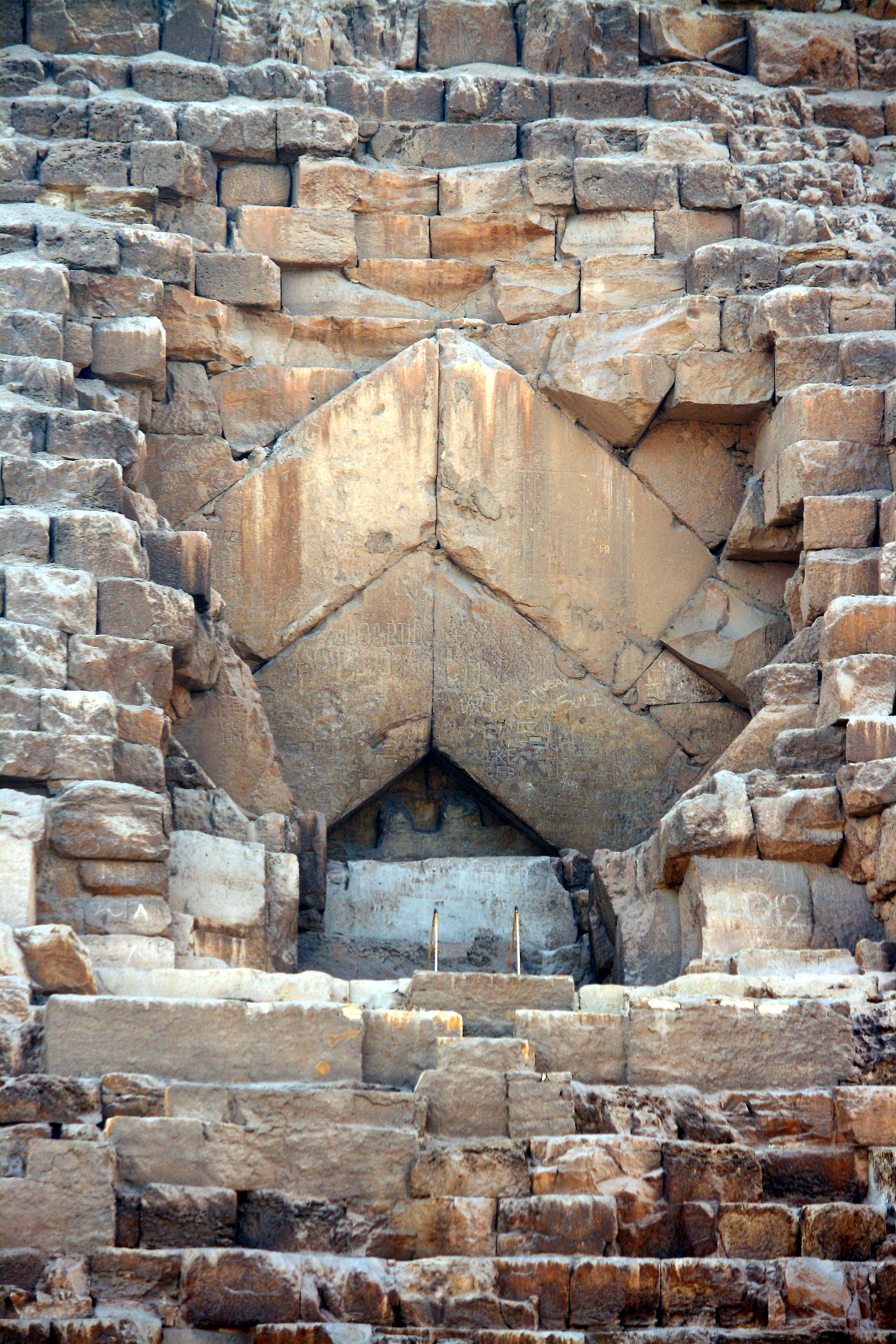
De ingang tot de piramide
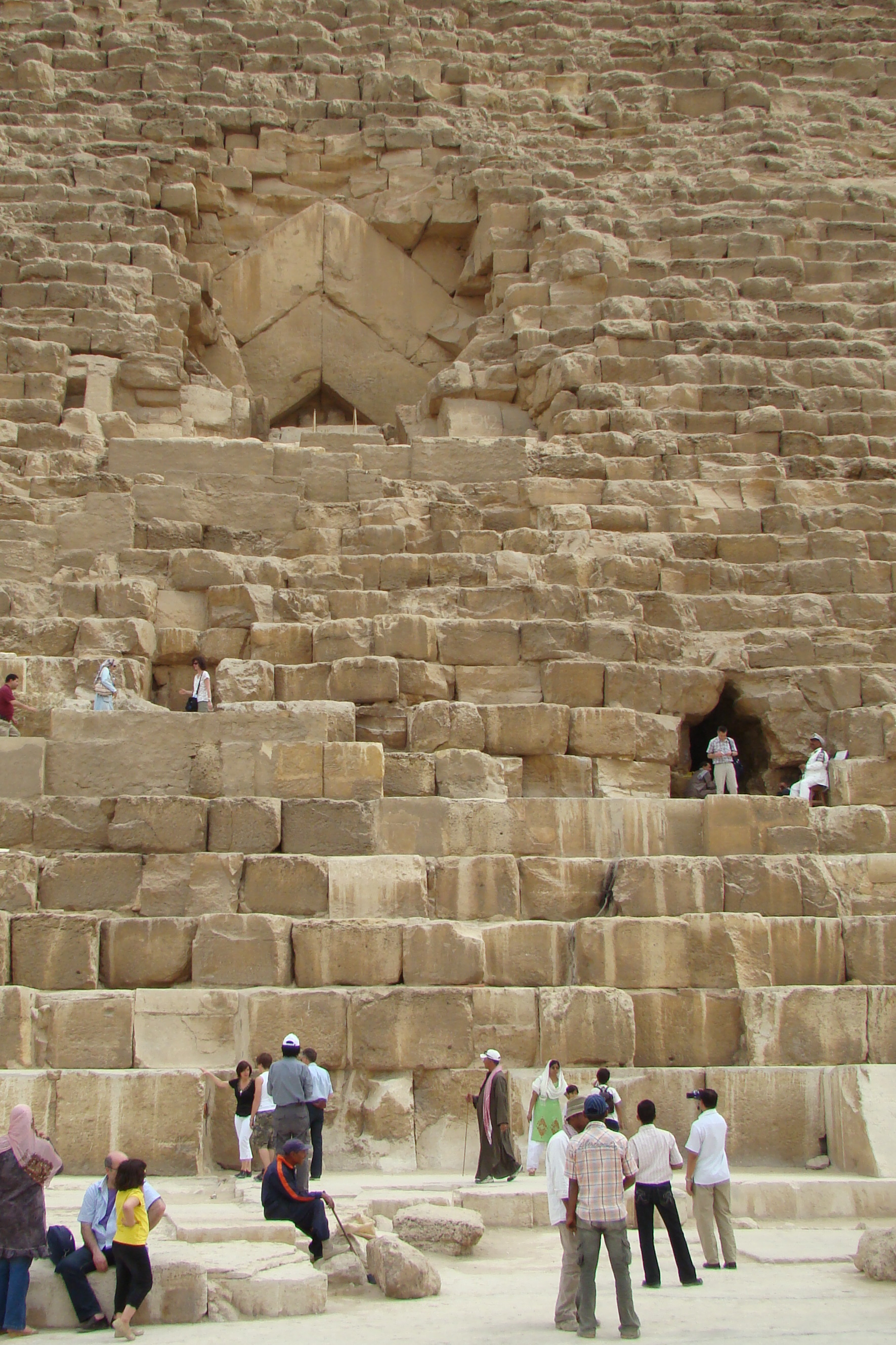
De nieuwe ingang: de Al-Mamoun doorgang
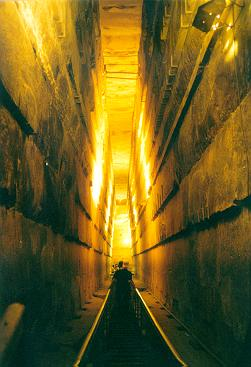
Grote Galerij
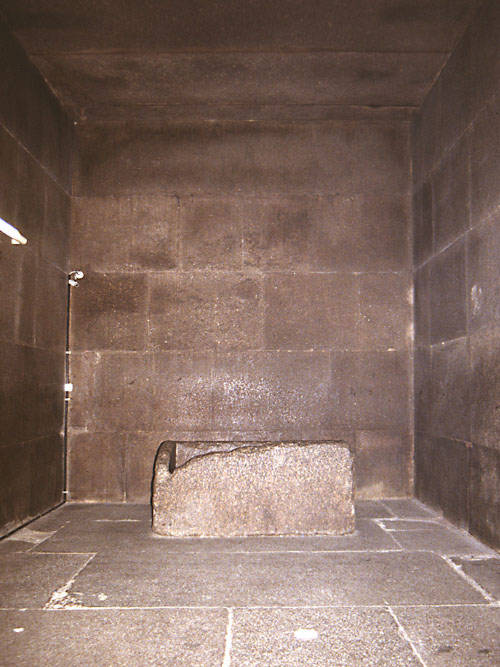
De koningskamer
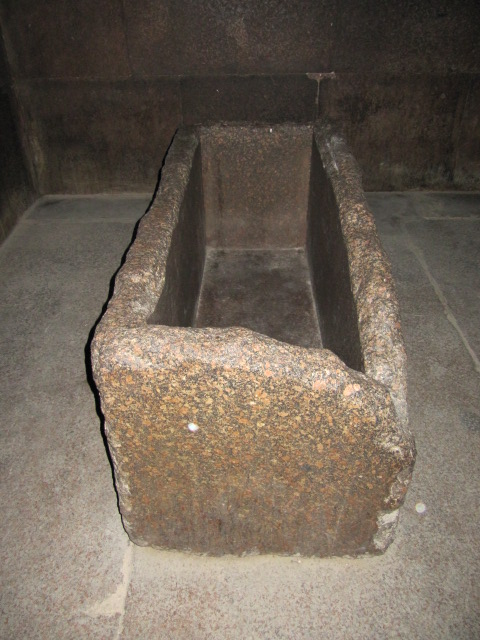
De 'koningstombe'
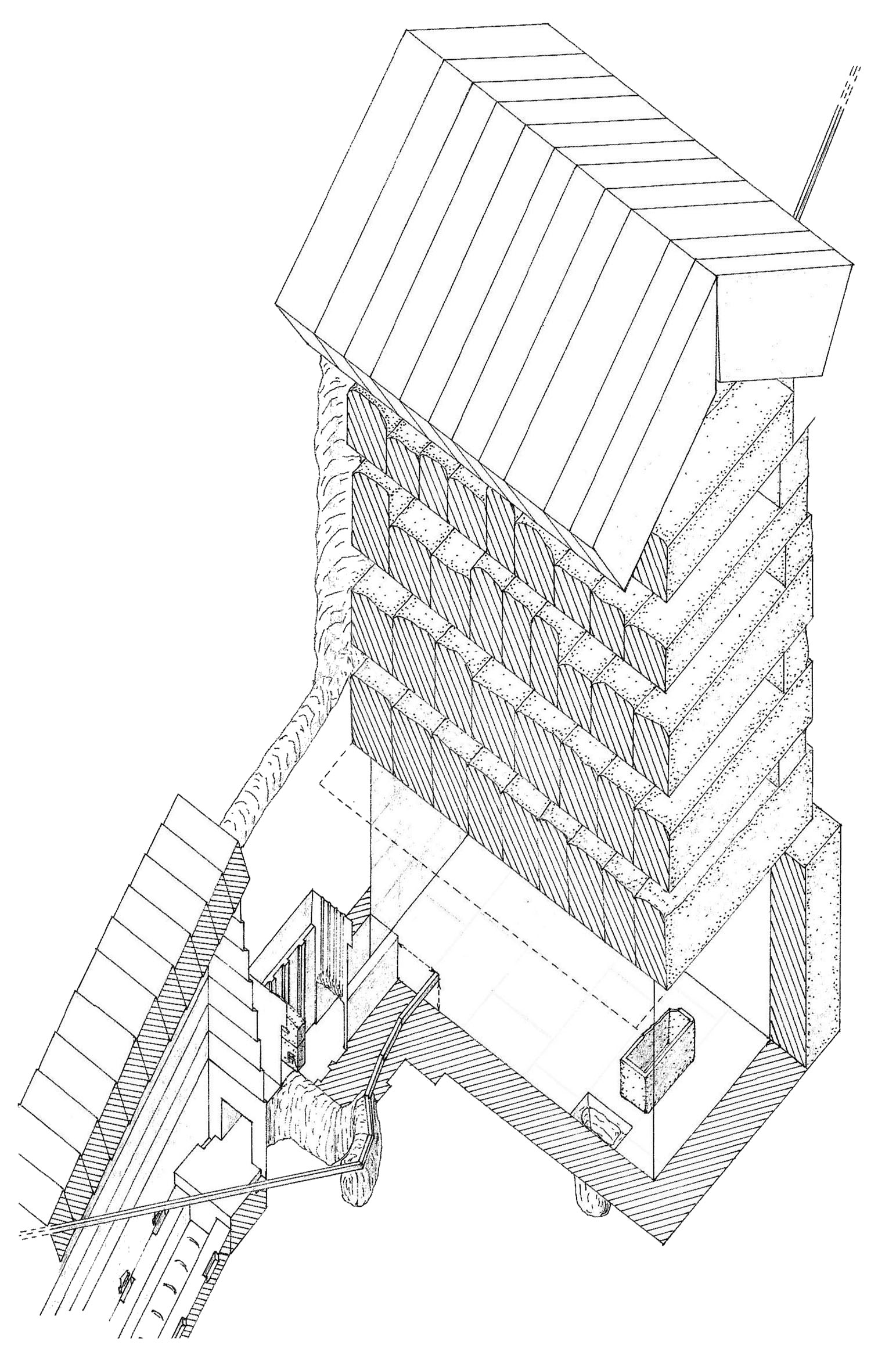
Tekening van de 'kamer om de druk te ontlasten' boven de koningskamer

### Grote galerij
De omhoog gaande gang komt uit in de grote galerij, een imponerende constructie in het midden van de piramide. De galerij geeft toegang tot twee kamers. Er werd in 2017 door metingen aan elementaire deeltjes, die gegenereerd worden door de invallend kosmische straling, een nieuwe gang ontdekt boven de grote galerij.

### Konings- en Koninginnenkamer
De twee kamers zijn zeer verschillend van aard. De kamers waren misschien grafkamers, maar kunnen ook rituele ruimten zijn geweest. In geen van beide kamers zijn resten gevonden van een begrafenis. De namen van de kamers, grote grafkamer of koningskamer en koninginnenkamer, berusten op 18e-eeuwse speculaties. Het doel van de kamers is onduidelijk en het is niet aannemelijk dat een koningin in de piramide werd bijgezet.
Boven de koningskamer is een kamer om druk te ontlasten: 5 kamers met grote granieten 'balken' van 40 ton vangen de druk van de steenmassa op. De bovenste kamer wordt door een puntdak gevormd van geweldige blokken kalksteen. In deze ontlastingskamers zijn talrijke bouwgraffiti van de arbeiders gevonden, met de naam van Cheops, wat het énige authentieke bewijs is dat Cheops de bouwheer van de piramide was.
De koningskamer is bekleed met donkerrood graniet. Bij de westelijke muur stond ooit de eenvoudige, granieten sarcofaag (2,27 m lang, 1,05 m hoog), tegenwoordig schuin in de kamer. Er zijn geen deksel en geen stoffelijke resten van de farao gevonden. 
De middelste of koninginnenkamer was nooit een grafkamer. Niets wijst op de aanwezigheid van een sarcofaag en er waren geen porticulli (stenen die van boven de ingangen afsloten). Er zijn wel modelcorridors (schachten) naar de hemel, net als in de  koningskamer. Aan de oostkant bevond zich een beeld-nis voor een ka(ziele)-beeld van de koning.

### Schachten
Een interessant detail in beide kamers is de aanwezigheid van schachten of 'modelcorridors' in de noord- en zuidwanden. Dit zijn geen luchtschachten, want ze reiken niet tot de oppervlakte of tot in de kamers. De schachten zijn ongeveer 25 centimeter breed en hoog. De schachten in de onderste kamer eindigen midden in de piramide. Recent onderzoek met een robotcamera heeft aangetoond dat ze uitkomen op een deur waarvan niemand weet waarom zij er is. De schachten staan in verband met de stand van de sterren. De schachten in de bovenste kamer gaan door de hele piramide heen, vandaar dat ze luchtschachten worden genoemd. Geen enkele andere Egyptische piramide heeft dergelijke schachten. De schachten zouden zijn gebouwd om de reis van de ziel van de koning naar de sterren mogelijk te maken. Deze corridors waren oorspronkelijk afgesloten en dienden alleen voor de hemelvaart van de ziel van de koning.

### Zaal der Archieven
Lang is gespeculeerd over het bestaan van de zaal der archieven. Een tekst uit het Oude Egypte verhaalt van een koning die op zoek ging in de piramide om er de wijsheid van Thoth te vinden. Deze verhalen zijn verder overgeleverd en de Grieken geloofden dat de piramide het graf was van de god Hermes. De aanhang voor de theorie van verborgen kamers bleef bestaan bij de Arabieren. Zo liet de kalief Al-Mamoen ca. 820 een gat maken om in de piramide op zoek te gaan naar verloren kennis. 
Ook onder moderne egyptologen bestond de drang op zoek te gaan naar in piramiden verborgen kennis. Prominent voorbeeld: de kleurrijke, excentrieke Britse kolonel Richard William Howard Vyse (1784–1872) - militair, antropoloog en egyptoloog - die er, samen met zijn kompaan John Shae Perring niet voor terugdeinsde om de grafkamer van de naastliggende piramide van Menkaura met behulp van buskruit open te leggen.
Er zijn pseudowetenschappers met aan het hoofd het medium Edgar Cayce die geloven dat de piramide dateert uit 10.000 v.Chr. en gebouwd is door Atlantiërs. Deze zouden in de zaal de documenten verborgen hebben.

## Meetkundige verhoudingen
De piramide van Cheops heeft bijzondere maatvoeringen. Zo wordt er gelijktijdig- en tamelijk nauwkeurig voldaan aan drie ontwerpregels:
- het oppervlak van elk zijvlak van de piramide is gelijk aan het kwadraat van de hoogte
- de omtrek aan de basis van de piramide is gelijk aan de omtrek van een cirkel, waarvan de straal gelijk is aan de hoogte van de piramide
- een dwarsdoorsnede (over vlak A-B) vormt een driehoek van Kepler (mathematisch gelijk aan de eerste regel).

De eerste regel verwijst naar de Stelling van Pythagoras, de tweede verwijst naar het getal pi, en de derde naar het getal φ van de gulden snede. Mede als gevolg van deze bijzonderheden speelt de piramide van Cheops vaak een rol in niet-wetenschappelijke, esoterische en spirituele filosofieën, die ook wel gezamenlijk als piramidologie worden aangeduid.
Andere merkwaardige maatvoeringen die men zelf kan narekenen worden door David Davidson en Herbert Aldersmith beschreven in The Great Pyramid Its Divine Message (1992).

## Schatten
De meeste farao's werden met fabelachtige schatten begraven. Binnen in de piramide van Cheops werd echter niets aangetroffen dat zou verwijzen naar een grafmonument. Men vermoedt dat er al grafrovers op bezoek zijn geweest. Onder het bouwwerk, tussen de grote gang en de tweede grafkamer, vond men een uitgehouwen ruimte waarin misschien een farao uit een eerdere dynastie begraven lag.

## Voetnoten
1. ↑  Archeological Sites - Giza Portal. Geraadpleegd op 16 januari 2025.
2. ↑  Beschrijving van de rol van de piramiden in de piramideteksten
3. ↑  The equinox and the alignment of the pyramids. Gearchiveerd op 26 januari 2019. Geraadpleegd op 25 januari 2019.
4. ↑  (en)  Groupe Dassault.
 Khufu reborn. Discover the New Khufu's Pyramid Building Theory by Jean-Pierre Houdin
5. ↑  (en)  Geopolymer Institute. Book: Why the pharaohs built the Pyramids with fake stones. uitgegeven door Elsevier.
6. ↑  De stenen van de piramides zijn mogelijk omhoog getild met een kantelkunstje. New Scientist. Geraadpleegd op 20 januari 2023.
7. ↑  (en) Bernard Mullers, Andrew Borgart, Olaf E. Kaper, Bert Bast, Egbert Kuipers, Building pyramids. Reconstructing the process of lifting stones », ENiM 15, 2022, p. 245-264.. www.enim-egyptologie.fr. Geraadpleegd op 20 januari 2023.
8. ↑  (en) Mullers, Bernard (januari 2022). Building pyramids using a 'Tilt Levering Cage'. Geraadpleegd op 20 januari 2023.
9. ↑  (en)  Nature. Discovery of a big void in Khufu’s Pyramid by observation of cosmic-ray muons, 2 november 2017.